# Sovende spion
Sovende Spion (en. Sleeper) eller ”Sovende Agent”, er en spion, som kan være anbragt i en fremmed nation eller organisation af en efterretningstjeneste, med det formål at spionen kan blive aktiveret i fremtiden, hvilket kan have en tidshorisont på flere år.
De sovende spioner agerer i den virkelige verden og er meget brugt i fiktion eller spion- og science fiction romaner.

## Eksempler fra virkeligheden
- Otto Kuehn og familie blev indsat af tyske Abwehr i Hawaii, før Anden Verdenskrig, for at arbejde for den japanske efterretningstjeneste, i perioden før angrebet på Pearl Habor.

- Kim Philby blev rekrutteret af Sovjetunionen, medens han frekventerede universitetet før Anden Verdenskrig. Han var sovende agent i nogle år, før han begyndte at arbejde for den britiske regering.

## Bemærkninger
Ved hvervning af sovende spioner, sker det ofte ved afpresning, hvor forskellige efterretningstjenester anvender kvinder og mænd i et begreb kaldet honeytraps, det vil sige at disse personen indynder sig hos en målgruppe, som kan bestå af politikere, embedsmænd etc., og med lidt held bliver i stand til at forføre den enkelte person og med nødvendig dokumentation har en klemme på aktuelle målemne.

## Sovende spion/agent
En sovende spion er en person, der forventes at have stor indflydelse om flere år.
Man hverver personer, der har den politiske mulighed om flere år. Man nurser agenter i flere år, og pludselig smækker fælden, uden at agenten ved det. Man har noget på agenten.
- The Enemy Within: A History of Espionage af Terry Crowdy, ISBN 978-1-84176-933-2